# 阿卡汗建筑奖
阿卡汗建筑奖（英語：Aga Khan Award for Architecture，縮寫：AKAA）是一个由阿迦汗颁给优秀的伊斯兰建筑和对伊斯兰建筑有重大贡献的建筑师的奖项。

## 历史
阿卡汗建筑奖由阿卡汗四世于1977年创立，用以表彰对伊斯兰建筑做出重大贡献的建筑设计和建筑师。该奖每三年评选一次，至今已经评比了九届。
阿卡汗建筑奖的宗旨是增进公众对伊斯兰教文化的了解，鼓励优秀的建筑设计和规划。阿卡汗建筑奖把关注的焦点放在“对于穆斯林有重要意义的场所”，获奖建筑必须紧密联系现代社会，同时又要尊重伊斯兰的传统精神，妥善处理好建筑与文脉的关系。该奖每三年评选一次，每次的总奖金为50万美元，阿卡汗发展基金会邀请世界著名建筑大师组成评审团，迄今为止已经从7500个参评项目中评出了92个获奖作品。
阿卡汗建筑奖委员会曾于1981年10月在中国北京举办过一次学术研讨会，题为“变化中的农村居住建设”。

## 历届获奖名单

### 建筑奖

#### 1978年~1980年 第一届
- 印度尼西亚雅加达，坎邦改造工程，规划者：KIP技术项目组（印度尼西亚）

- 印度尼西亚中爪哇，潘多克穆斯林学校，规划与设计者：阿明·阿兰哈纳和法那里（印度尼西亚）

- 土耳其布度，伊特古住宅，设计者：图尔盖特·坎瑟沃（土耳其）

- 土耳其安卡拉，土耳其历史社区，设计者：图尔盖特·坎瑟沃及其助手（土耳其）

- 印度阿格拉，马尔格喜来登饭店，设计者：ARCOP设计事务所（加拿大）

- 突尼斯突尼斯城，埃塞俄比亚住区保护，规划者：市政局规划办公室（突尼斯）

- 土耳其埃德雷，路斯特姆·帕萨商隊驛站，设计者：Ertan Çakirlar（土耳其）

- 卡塔尔多哈，国家博物馆，迈克·莱斯及其合伙人设计与建设集团（希腊）

- 伊朗伊斯法罕，三座清真寺，设计者：IsMEO公司（意大利）

- 埃及阿格米，哈拉瓦住宅，设计者：阿拉丁·穆斯塔法（埃及）

- 马里莫布提，医疗中心，设计者：André Ravereau（法国）

- 摩洛哥阿加迪尔，乡间住宅，设计者：简·弗朗西斯科·泽瓦科（摩洛哥）

- 科威特科威特城，水塔，设计者：VBB公司（瑞典）

- 沙特阿拉伯麦加，洲际宾馆和会议中心，设计者：罗夫·古德伯格和费赖·奥托（德国）

- 塞内加尔尼安宁，农业训练中心，设计者：联合国教科文组织

#### 1987年~1989年 第四届
- 法国巴黎，阿拉伯研究中心，设计者：让·努维尔事务所（法国）

#### 2002年~2004年 第九届
- 埃及亚历山大，亚历山大图书馆，设计者：Snøhetta Hamza财团（埃及和挪威）

- 布基纳法索刚多，刚多小学，设计者：迪埃貝多·弗朗西斯·凱雷（布基纳法索）

- 沙包房，设计人：Nader Khalili（美国）

- 也门，阿尔阿巴斯清真寺修复工程，设计人：Marylène Barret（法国），助理：Abdullah al-Hadrami（也门）

- 耶路撒冷老城复兴项目，

- 土耳其卡纳卡尔，B2住宅，设计人：Han Tümertekin（土耳其）

- 马来西亚，雙峰塔，设计人：西萨·佩里（美国）

### 终身成就大奖
- 1978年~1980年 第一届 哈桑·法帝 Hassan Fathy 埃及
- 1981年~1983年 第二届 空缺
- 1984年~1986年 第三届 里法特·昌迪利亚 Rifat Chadirji 伊拉克
- 1987年~1989年 第四届 空缺
- 1990年~1992年 第五届 空缺
- 1993年~1995年 第六届 空缺
- 1996年~1998年 第七届 空缺
- 1999年~2001年 第八届 杰弗里·巴瓦 Geoffrey Bawa 斯里兰卡
- 2002年~2004年 第九届 空缺
- 2005年~2007年 第十届

## 相关联接
- 阿卡汉建筑奖官方网站 （页面存档备份，存于）